# Norway Corporation
Norway Corporation, также называемая Norway Productions, была продюсерской компанией кино и телевидения, основанной Джином Родденберри. Norway Corporation наиболее известна как продюсерская компания, которая представила «Звёздный путь: Оригинальный сериал» на телевидении в сети NBC в сотрудничестве с Desilu Studios, которая позже стала частью Paramount Television.

## Происхождение
Джин Родденберри решил стать продюсером непосредственно из-за своего разочарования в работе телесценариста и из-за трудностей, с которыми он столкнулся при добавлении чего-либо существенного в свои рассказы. «Лейтенант», телесериал NBC и MGM Television 1963—1964 годов о Корпусе морской пехоты США, в котором Гари Локвуд в главной роли сыграл лейтенанта Уильяма Райса, был первым сериалом, который он создал и продюсировал. Несколько будущих членов состава «Звёздного пути» сначала работали с Родденберри в качестве постоянных или приглашенных членов состава «Лейтенанта».
Согласно записи для Norway Corporation on the Closing Logo Group Wiki (CLG Wiki), Norway была названием улицы, на которой жил Родденберри, когда он рос.

## Звёздный путь
Родденберри разработал свою идею для «Звёздного пути», работая над «Лейтенантом». Вице-президент Desilu по производству, Херберт Ф. Солоу, приобрёл концепт сериала и заключил производственную сделку с Родденберри в апреле 1964 года. Родденберри представил сериал как «Караван повозок в космосе», хотя он был больше обязан работам С. С. Форестера о Горацио Хорнблоуэру, чем любому вестерну.
Потратив деньги на серию неудачных пилотов в течение начала 1960-х годов, Desilu сильно нуждался в денежных средствах и отчаянно пыталась вернуть свой прошлый успех. Хотя NBC отклонила первый пилот, его руководители были достаточно впечатлены, чтобы заказать беспрецедентный второй пилот, который телеканал подобрал для сезона 1966-67 годов. Премьера «Звёздного пути» состоялась 8 сентября 1966 года. В финальных титрах «Звёздного пути» шоу было указано как «Производство Desilu в сотрудничестве с Norway Corporation» в течение всего первого сезона, за которым следовало «Ответственный за производство, Херберт Ф. Солоу». Но когда Desilu и Paramount объединились в середине второго сезона, это стало «Производство Paramount в сотрудничестве с Norway Corporation», как и оставалось до конца программы. В третьем сезоне за этим списком следовал финальный титр «Дуглас С. Крамер, исполнительный вице-президент по производству».
«Звёздный путь» страдал от снижения рейтингов на протяжении трёх лет своего существования; от премьеры до финального эпизода рейтинги «Звёздного пути» упали более чем на пятьдесят процентов. Перед началом производства третьего сезона «Звёздного пути» Родденберри предложил понизить себя до должности линейного продюсера и лично руководить производством шоу. В свою очередь, он хотел, чтобы NBC перенесла сериал на вечер понедельника в 7:30 вечера. Но в последнюю минуту, главным образом из-за того, что Джордж Шлэттер не позволил перенести шоу «Хохмы Роуэна и Мартина» с нынешнего 8:00 вечера на 8:30 вечера, NBC решила перенести шоу на вечер пятницы в 10:00 вечера, тогда считавшиеся «самоубийственной щелью» для телевизионных программ, и Родденберри, почти полностью выгоревший из-за своей борьбы как с сетью, так и со студией, фактически полностью ушёл из сериала.

## Звёздный путь: Анимационный сериал
В 1972 году Filmation Studios обратилась к Родденберри с предложением сделать анимационную версию «Звездного пути» для субботнего утра. Премьера мультсериала «Звёздный путь: Анимационный сериал» состоялась на NBC в 1973 году и был совместным производством Norway Corporation, Filmation Associates и Paramount Television. Родденберри поручил большую часть производственной работы Д. С. Фонтане, которая была указана как продюсер-редактор сюжета. Общий подход к «Анимационному сериалу» продолжился с повествовании того же стиля, что и Norway Corporation при создании оригинального живого производства. Родденберри, однако, позже заявил, что немногое из «Анимационного сериала» на самом деле засчитывается в канон для «Звёздного пути», что некоторые фанаты оспаривают.

## После «Звёздного пути»
Родденберри создал несколько других концепций научно-фантастических телесериалов, которые часто производились через Norway Corporation. Пять из этих концептов имели снятые пилотные фильмы; Однако ни один из них не был подобран для серийного производства. Этими пилотами были:
- Плёнки Квестора[англ.], в котором снимались Роберт Фоксуорт вместе с Майком Фарреллом,
- Генезис II[англ.], в котором снимались Алекс Корд[англ.] и Мариетта Хартли,
- Планета Земля[англ.], в котором снимались Джон Сэксон вместе с Джанет Марголин, Тедом Кэссиди и Дианой Малдаур,
- Странный новый мир[англ.], и
- созданный для телевидения фильм «Призрак[англ.]», который должен был стать бэкдор-пилотом[англ.].

Из пяти «Генезис II», «Планета Земля» и «Призрак» были указаны как снятые Norway Corporation.
Некоторые источники считают, что Norway Corporation продюсировала «Звёздный путь: Фильм» и «Звёздный путь: Следующее поколение». Хотя Родденберри был исполнительным продюсером и в фильме, и в сериале, нет никаких доказательств того, что он делал это, используя Norway Corporation в качестве своей продюсерской компании.